# Malthonea panthera
Malthonea panthera är en skalbaggsart som beskrevs av Martins och Maria Helena M. Galileo 1995. Malthonea panthera ingår i släktet Malthonea och familjen långhorningar.
Artens utbredningsområde är Venezuela. Inga underarter finns listade i Catalogue of Life.